# Tsuneharu Sugiyama
Tsuneharu Sugiyama (jap. 杉山恒治 Sugiyama Tsuneharu; ur. 23 lipca 1940 w Itoigawa, zm. 22 listopada 2002, znany też jako Sugiyama Thunder) – japoński zapaśnik walczący w stylu klasycznym, a potem zapaśnik zawodowy. Olimpijczyk z Tokio 1964, gdzie odpadł w eliminacjach w kategorii plus 97 kg.
Odpadł w eliminacjach mistrzostw świata w 1961 i 1962 roku.